# 옙 T8
옙 T8(Yepp T8, YP-T8)은 삼성전자에서 2005년 5월 31일에 출시한 포터블 미디어 플레이어이다.